# Mulinia exalbida
Mulinia exalbida is een tweekleppigensoort uit de familie van de Mactridae. De wetenschappelijke naam van de soort is voor het eerst geldig gepubliceerd in 1837 door Gray.